# Зальц (Рейнланд-Пфальц)
Зальц (нім. Salz) — громада в Німеччині, розташована в землі Рейнланд-Пфальц. Входить до складу району Вестервальд. Складова частина об'єднання громад Вальмерод.
Площа — 4,96 км2. Населення становить 846 ос. (станом на 31 грудня 2020).

## Галерея

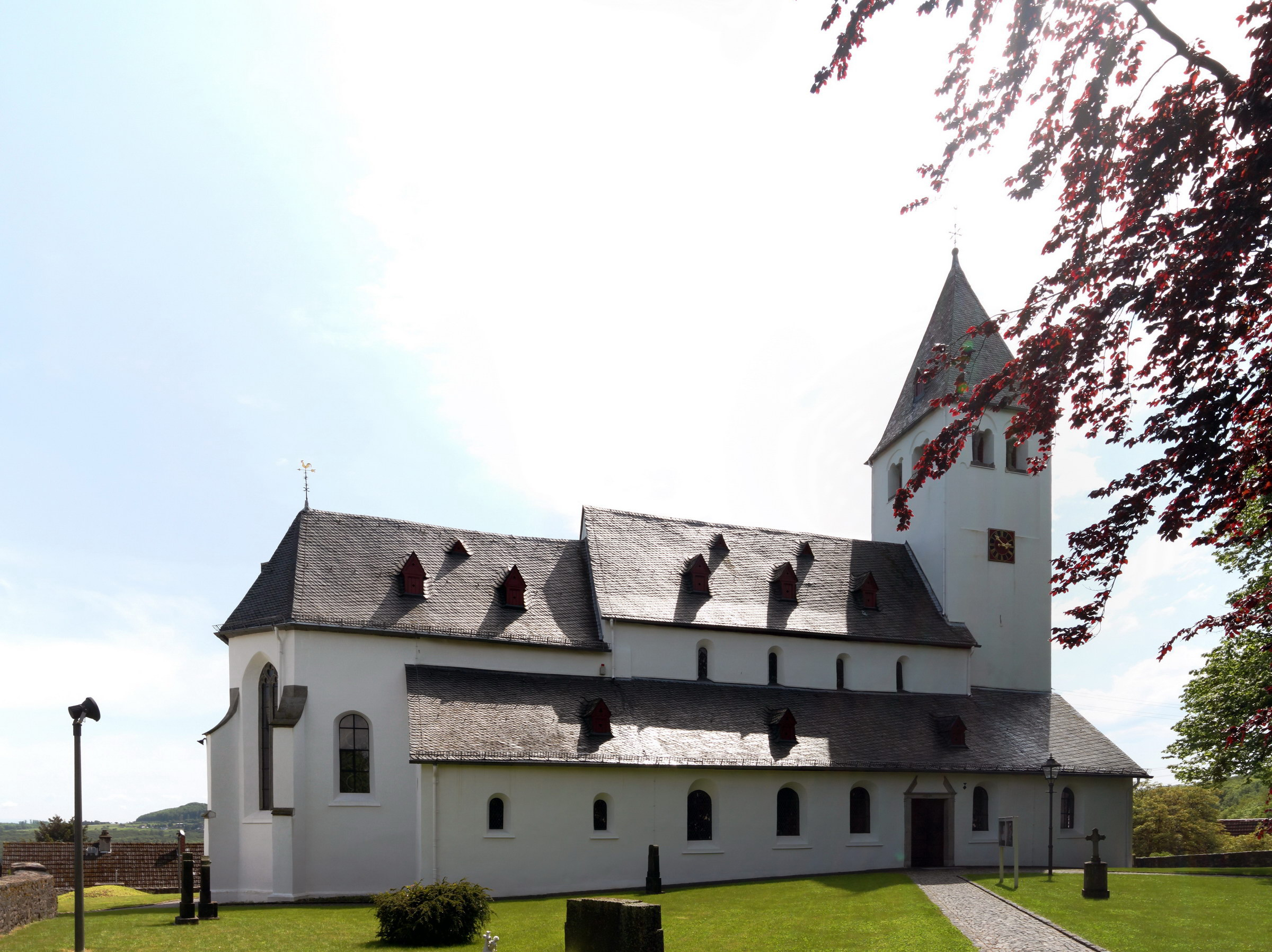
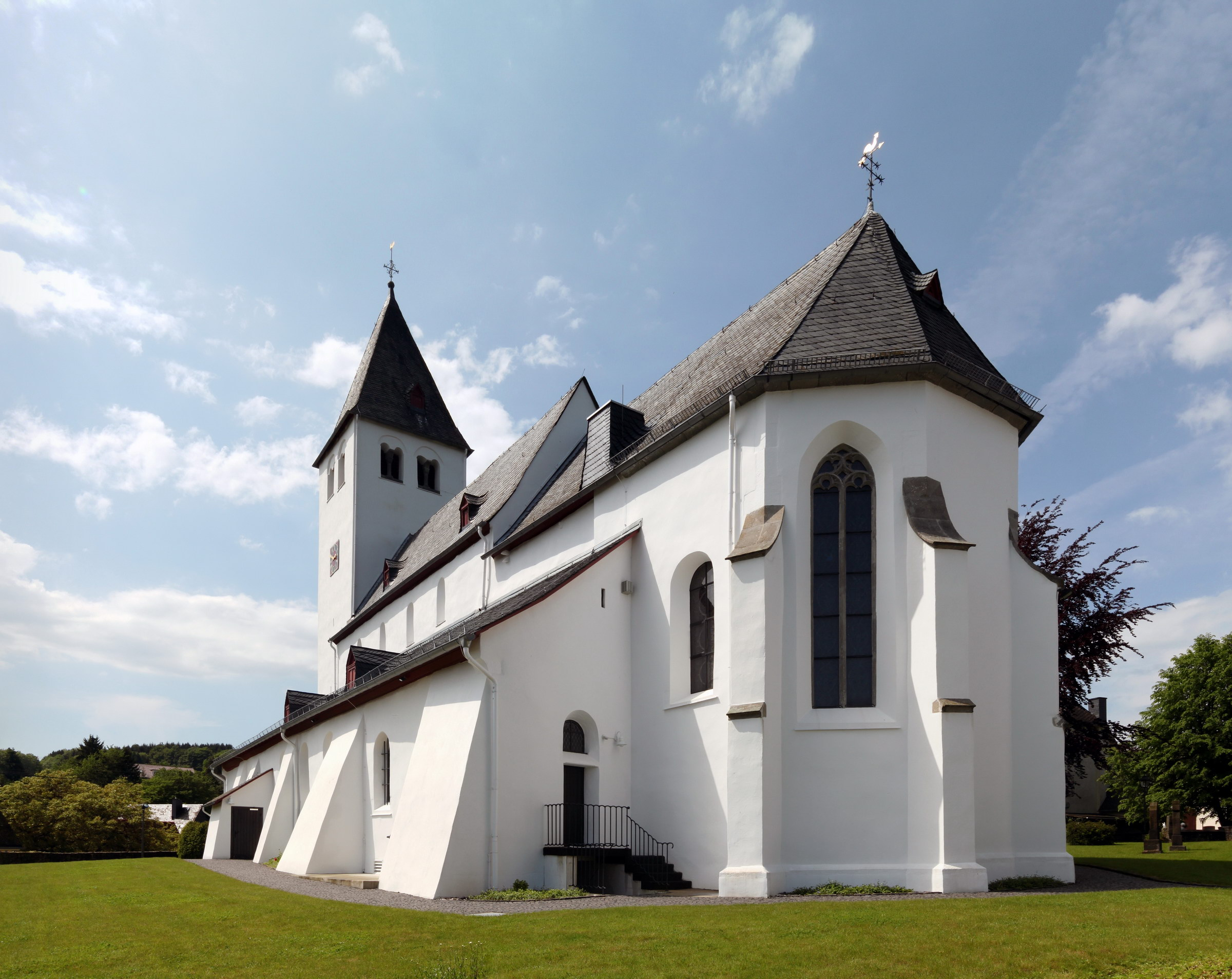